# Ригованов Руслан Олександрович
Руслан Олександрович Ригованов (31 липня 1974, Горлівка, Донецька область) — український громадський діяч, кандидат в президенти України на президентських виборах 2019 року. Тимчасовий виконувач обов'язків начальника державного підприємства «Севастопольський морський рибний порт».

## Біографія
Руслан Ригованов народився 31 липня 1974 року у місті Горлівка, Донецької області. Закінчив Автомобільний дорожній інститут у Горлівці, котрий входив до системи Донецький національний технічний університет, за спеціальністю менеджмент організацій, додатково дистанційно здобув освіту MBA (Магістр ділового адміністрування) в Moskow bissnes school (MBS) при Московському технологічному університеті, добувши вищій кваліфікаційний ступінь у менеджменті (управлінні).

## Громадська діяльність
Руслан Ригованов є засновником громадської організації Платформа соціально-гуманітарних ініціатив та інновацій «Єдиний координаційний центр». У 2014—2015 роках був помічником Народного депутата України Наталії Веселової, фракція Самопоміч. 5 лютого 2019 офіційно зареєстрований кандидатом на пост Президента України на виборах 2019 року як самовисуванець.

## Родина
Руслан Ригованов одружений, виховує двох дітей. Дружина Ригованова Вікторія Анатоліївна, доцент кафедри англійської філології та перекладу Київського університету ім. Б. Грінченка, кандидат філологічних наук.